# Window Rock, Arizona
Window Rock (Navaho: Tségháhoodzání).-Window Rock je gradić u Arizoni smješten 27 milja (43 kilometra), sjeverozapadno od Gallupa i 6 milja (9,5 kilometara) južno od Fort Defianca, u okrugu Apache, na području indijanskog rezervata Navaho. Window Rock je dobio ime po velikoj prirodnoj rupi udubljenoj u 200 stopa (60,96 metara) viskom pješčanom brijegu Window Rock.
Gradić služi kao administrativno središte, i 'glavni grad' naroda Navaho. Lociran je na 35°, 40', 50" N širine i 109°, 3', 7" W dužine. 
U gradu se nalazi 'Navajo Nation Council House' (Kuća vijeća Naroda Navaho), 'Navaho Nation Museum' ('Muzej Naroda Navaho'), 'Navajo Tribal Zoo' (ZOO Naroda Navaho, zatvoren 1999.). U gradiću su 1936. godine niknule administrativne zgrade 'Ureda za Indijanske poslove ' Bureau of Indian Affairs' Naroda Navaho i Zdravstvena stanica, a kasnije će biti podignuta i plemenska Vijećnica. Muzej je podignut 1961., to je maleno zdanje na ' Window Rock Tribal Fairgrounds'-u gdje godišnje Navaho održavaju svoje svečanosti. Ukinut je 1982., da bi 1997. izgradili muzej 'težak' $7 milijuna dolara za očuvanje Navaho artefakata. U blizini Window Rocka nalazi se više interesantnih mjesta: 'Haystacks', okrugli monoliti od pješčenjaka koji podsjećaju na plastove sijena, Indijanci Navaho ih zovu Tséta’cheéch’ih ' Wind Going Through the Rocks ', nalaze se jednu milju (1,6 kilometara) od Navaho središta. Tséyaató ('Spring Under the Rock'), zdenac je podno stijene, uz Autocestu 264, južno od Haystacks formacija, bio je prva stanica za 4,000 Navahosa koji su započeli svoje žalosno "Long Walk"-putovanje za Fort Summer 1864. godine.

## Vanjske poveznice
- Album Window Rock  Arhivirana inačica izvorne stranice od 30. prosinca 2005. (Wayback Machine)
- Slike  Arhivirana inačica izvorne stranice od 8. srpnja 2006. (Wayback Machine)
- Profil o glavnom gradu, s poveznicama na stranice o Tségháhoodzání i Dinétah (engleski)
- Gosti u Window Rocku, Indijanci Aztec iz Meksika.   Arhivirana inačica izvorne stranice od 11. travnja 2006. (Wayback Machine)
- Spomenik Navaho veteranima u Window Rocku [neaktivna poveznica]
- Hotel Quality Inn Window Rock (dvije zvjezdice)   Arhivirana inačica izvorne stranice od 30. svibnja 2006. (Wayback Machine)
- Window Rock
- Profil o glavnom gradu, s poveznicama do raznih mreža o Tségháhoodzání i Diné bikeyah (engleski)